# Erwachsen müßte man sein
Erwachsen müßte man sein (Originaltitel: Leave It To Beaver) ist eine US-amerikanische Familien-Sitcom, die zwischen 1957 und 1963 produziert wurde. Die Fernsehserie handelt von der vierköpfigen Familie Cleaver und insbesondere dem jüngeren Sohn Theodor, genannt „Beaver“, der durch Neugierde und Schüchternheit immer wieder in Probleme bei seiner Familie, bei Freunden oder in der Schule gerät.
Leave It to Beaver zeigt das Aufwachsen in einer amerikanischen Mittelstandsfamilie dieser Zeit in idealisierter Form, wobei Erziehungsprobleme konstruktiv gelöst werden. Die Schwarzweiß-Produktion gilt als einer der meistgeliebten und ikonischsten Serienklassiker der USA, während sie im deutschsprachigen Raum weitgehend unbekannt geblieben ist.

## Handlung
Im Gegensatz zu vielen anderen Familienserien ihrer Zeit fokussiert sich Leave It to Beaver mehr auf die Kinder als auf die Erwachsenen.  Hauptfigur der Serie ist der zu Beginn der Serie siebenjährige Junge Theodore „Beaver“ Cleaver sowie seine Familie, bestehend aus seinen Eltern – dem Geschäftsmann Ward und der Hausfrau June – sowie seinem großen Bruder Wally, der zu Beginn der Serie 13 Jahre und schon relativ verantwortungsbewusst ist. Die Episoden zeigen ihn meist in der Umgebung seines Hauses, der Nachbarschaft und der Schule. Die Familie ist in ein mittelständisches Leben in dem Ort Mayfield eingebettet.
Der neugierige Beaver unternimmt allerhand Streiche oder gerät durch seine Naivität in schwierige Situationen. Beaver oder sein älterer Bruder Wally geraten im Verlauf der Folge meistens in ein Problem – oft auch mitverschuldet durch die Dynamik zwischen den Geschwistern, Wallys doppelgesichtigem Freund Eddie Haskell oder durch Beavers Freunde wie Larry, Whitey und Gilbert. Meistens haben diese Probleme mit typischen Adoleszenz-Themen wie Familie, Freundschaft oder Schule zu tun. Seltener wurden auch kontroverse Themen wie Scheidung oder Alkoholismus aufgegriffen. Während die frühen Staffeln vor allem Beavers Kindheitsabenteuer zeigen, rückt in den späteren Folgen mitunter auch der Jugendliche Wally in den Vordergrund, bei dem Probleme durch Dates mit Mädchen oder erste Jobs entstehen. Gegen Ende der Serie beginnt sich auch Beaver zunehmend für Mädchen zu interessieren und übernimmt verstärkt Verantwortung.
Am Ende der Folge wird die Lösung des Problems meistens durch die harmonisch verheirateten Eltern ausgelöst, die mit Lektionen eingreifen und ihre Kinder auf den richtigen Weg führen. Die Eltern selbst sind aber auch nicht allwissend oder fehlerlos, regelmäßig debattieren sie um den richtigen Ansatz bei der Kindererziehung, und in einigen Folgen entstehen auch Probleme durch die Fehler der Eltern. Die Möglichkeit, den Kindern auch körperliche Strafen zu verteilen, wird mehrfach angesprochen, aber nie ausgeübt und es kommt nur zu Hausarresten.
Die Serie hatte eine Reihe von Running Gags, etwa die Slangsprache der Jugendlichen, die Abneigung Beavers gegen Badengehen sowie Mädchen, oder Eddies Versuche, sich mit Kommentaren bei Mr. und Mrs. Cleaver einzuschmeicheln.

## Produktionsgeschichte und Veröffentlichung

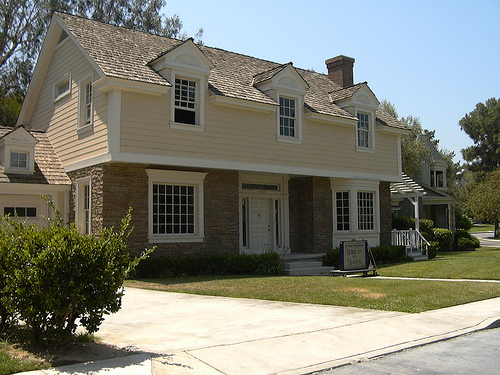
Das auf dem Gelände der Universal Studios stehende Haus der Beavers aus den Staffeln drei bis sechs (Foto von 2003). Zuvor waren diente für die ersten beiden Staffeln ein anderes Haus auf dem Gelände von Republic Pictures als Kulisse.

Die Autoren Joe Connelly und Bob Mosher hatten seit den 1940er-Jahren gemeinsam an vielen Fernseh- und Radioserien geschrieben. Sie wählten als ihr Motto, „über Dinge zu schreiben, die wir kennen.“ Connelly war Vater von sieben und Mosher von zwei Kindern, wodurch sie auf die Idee kamen, eine Familienserie aus der Sicht der Kinder zu erzählen. Sie griffen sich für die Episoden Ereignisse und Dialoge aus dem Leben ihrer Kinder heraus, so waren zwei Söhne Connellys die Vorbilder für Beaver und Wally. Connelly und Mosher wurden schließlich die Produzenten und Autoren der Serie. Zwar schrieben auch andere Drehbuchautoren für Leave It to Beaver, doch deren Arbeit wurde von Connelly und Mosher überwacht. Tony Dow erinnerte sich, dass die beiden ihr Publikum eher zum belustigten Kichern als zum hysterischen Lachen bringen wollten. Dialoge, bei denen während der Proben schon sehr laut gelacht wurde, wurden sogar häufiger entfernt.

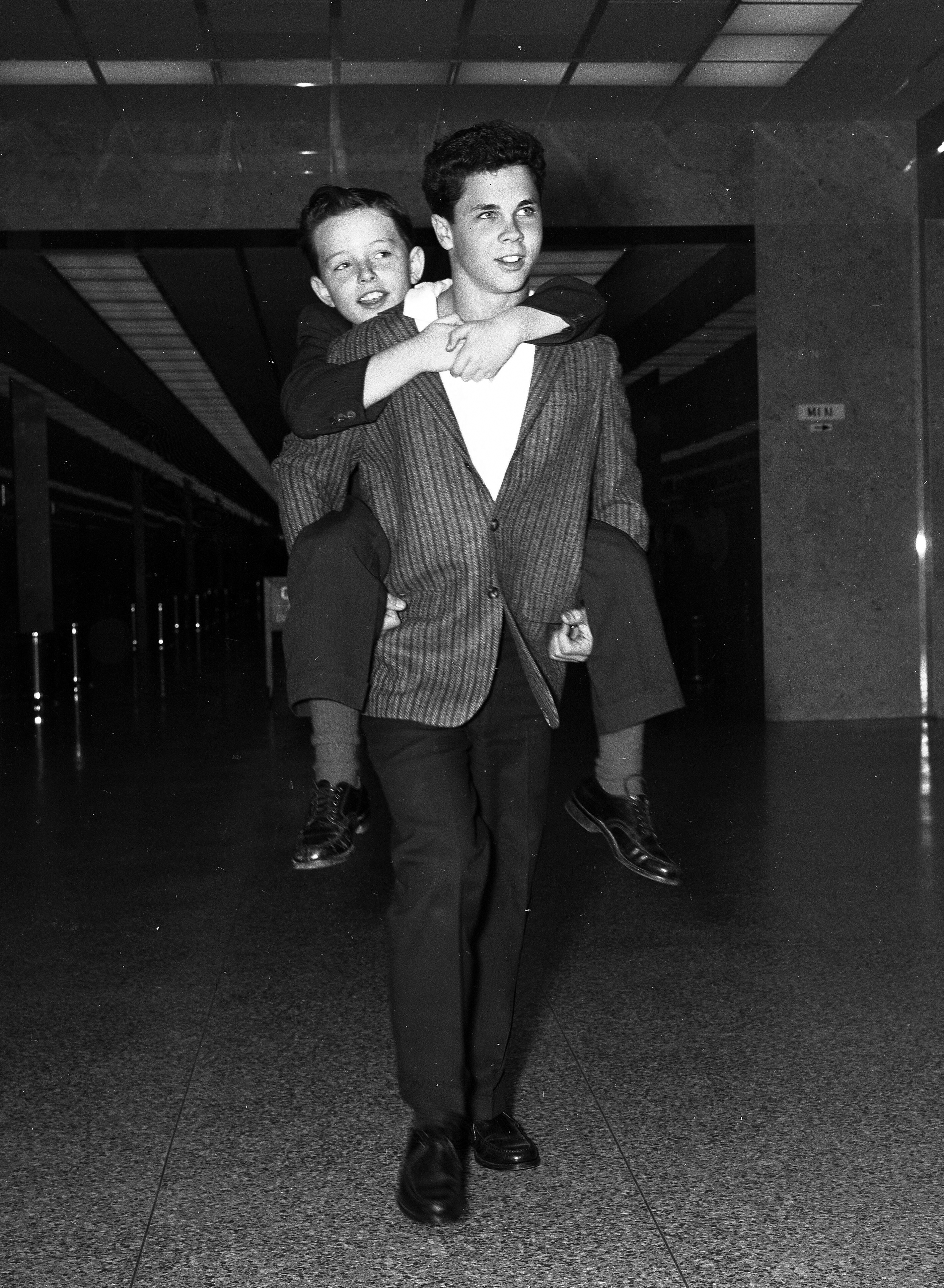
Die beiden Hauptdarsteller Tony Dow und Jerry Mathers (1959)

Für die jungen Hauptrollen wurden Jerry Mathers, der bereits für Alfred Hitchcock bei Immer Ärger mit Harry gearbeitet hatte, und der Newcomer Tony Dow ausgewählt. Das Ehepaar Cleaver spielten Barbara Billingsley und Hugh Beaumont, die zwar bereits seit den 1940er-Jahren an vielen Filmen mitgewirkt hatten, aber bis dahin nie den großen Durchbruch erlebt hatten. Während Billingsley und Mathers sofort in ihren Rollen besetzt waren, wurde in einem im April 1957 ausgestrahlten Pilotfilm It’s A Small World der Vater noch von Max Showalter und Wally noch von Paul Sullivan gespielt, letzterer wurde aufgrund eines Wachstumssprungs gegen Tony Dow ausgetauscht. Die vier Hauptdarsteller Mathers, Billingsley, Beaumont und Dow wurden von der amerikanischen Öffentlichkeit in späteren Jahren extrem mit diesen Rollen identifiziert – so wurde Billingsley für eine kleine, aber markante Rolle im Komödienklassiker Die unglaubliche Reise in einem verrückten Flugzeug (1980) verpflichtet, um ihr Image als June Cleaver auf die Schippe zu nehmen.
Die insgesamt 234 Folgen (mit dem Pilotfilm 235) wurden zwischen dem 4. Oktober 1957 und dem 20. Juni 1963 erstausgestrahlt. In den sechs Jahren entstanden 39 Folgen pro Jahr, wobei die Drehzeit einer Folge mit einer Arbeitswoche veranschlagt war. Als Regisseur der Folgen fungierte bei den ersten drei Staffeln meistens Norman Tokar. Später gab es verschiedene Regisseure, unter denen Norman Abbott, Earl Bellamy, David Butler, Gene Reynolds und Hugh Beaumont häufiger eingesetzt wurden. Ausgestrahlt wurde Leave It to Beaver zunächst von 1957 bis 1958 bei CBS Television, die die Serie aufgrund mäßiger Einschaltquoten nicht verlängern wollten, dann von 1958 bis 1963 bei ABC.
Als die Darsteller für die Dynamik der Sendung zu alt wurden – der ältere Bruder Wally steht am Ende der Serie vor dem Eintritt ins College, der inzwischen jugendliche Beaver vor dem Besuch der High School – entschieden sich die Produzenten für die Einstellung der Serie. Die letzte Folge Family Scrapbook, in der die Familie sich in einem Fotoalbum Ereignisse aus früheren Jahren anschaut, gilt als eines der ersten bewusst inszenierten Serienfinales der Fernsehgeschichte.

### Ausstrahlung in Deutschland
In Deutschland blieb die Serie dagegen vergleichsweise wenig bekannt. Im Sommer 1965 zeigte das ZDF 13 synchronisierte Folgen der Serie unter dem Titel Erwachsen müßte man sein, die vom Publikum positive Resonanz erfuhren und später nochmals wiederholt wurden. Allerdings beließ es das ZDF bei diesen Folgen. 2019 veröffentlichte Pidax-Film die 13 Folgen in Deutschland auf DVD.

## Wiederkehrende Nebendarsteller
Zu den jüngeren Nebendarstellern der Serie zählen:
- Ken Osmond als Eddie Haskell, Wallys bester Freund. Er tritt vor Erwachsenen mit ausgesuchter Höflichkeit auf, hat aber in Wirklichkeit viel Unsinn im Kopf. Osmond spielte die Figur in 96 Folgen und sie wurde ähnlich populär wie die vier Hauptfiguren. So wählte das Magazin TV Guide die von Osmond verkörperte Figur im Jahr 1999 auf Platz 20 der besten Fernsehcharaktere aller Zeiten.[10]
- Frank Bank als Clarence „Lumpy“ Rutherford, ein Freund von Wally und Nachbar der Cleavers. Der unbeholfen und raubeinig wirkende Lumpy sorgt ebenfalls häufiger für Ärger.
- Rusty Stevens als Larry Mondello, Beavers bester Freund und Klassenkamerad mit Vorliebe für Äpfel.
- Stanley Fafara als Hubert „Whitey“ Whitney, Beavers Klassenkamerad und Freund.
- Rich Correll als Richard Rickover, Beavers Klassenkamerad und Freund.
- Stephen Talbot als Gilbert Bates, Beavers Klassenkamerad und Freund.
- Jeri Weil als Judy Hensler, Beavers Klassenkameradin und als Streberin der Klasse seine Nemesis.
- Buddy Joe Hooker als Chester Anderson, Wallys Klassenkamerad und Freund.
- Tiger Fafara als Tooey Brown, Wallys Klassenkamerad und Freund.
- Cheryl Holdridge als Julie Foster, Wallys erste Freundin.
- Pamela Baird als Mary Ellen Rogers, Wallys zweite Freundin.

Zu den erwachsenen Darstellern mit wiederkehrenden Rollen gehören:
- Richard Deacon als Mr. Fred Rutherford, Wards Nachbar und sein etwas hochnäsiger Arbeitskollege, zugleich Lumpys Vater.
- Madge Kennedy als Tante Martha Bronson, Junes etwas altmodische und unverheiratete Tante.
- Edgar Buchanan als Onkel Billy Cleaver, Wards jovialer Onkel. Zuvor hatte Buchanan bereits in der zweiten Folge der Serie die Titelfigur Captain Jack gespielt.
- Diane Brewster als Miss Canfield, Beavers Lehrerin in der zweiten Klasse.
- Sue Randall als Miss Alice Landers, Beavers Lehrerin in der dritten Klasse.
- Doris Packer als Mrs. Cornelia Rayburn, die Schulleiterin der Grant Avenue Grammar School.
- Burt Mustin als Gus, ein älterer Feuerwehrmann, der von Beaver bewundert wird.
- Madge Blake als Mrs. Margaret Mondello, Larrys Mutter.
- Karl Swenson (1958), John Alvin (1960) und George O. Petrie (1963) als George Haskell, Eddies Vater.
- Ann Doran (1958) und Anne Barton (1963) als Agnes Haskell, Eddies Mutter.
- Wendell Holmes in verschiedenen Rollen als Geschichtslehrer Mr. Willett (zwei Folgen), Englischlehrer Mr. Blair (zwei Folgen) und Handwerker Andy (eine Folge).

Zu namhaften Gastdarstellern der Serie gehören unter anderem Ryan O’Neal, Harry Shearer, Majel Barrett, Tim Matheson, James Gleason und William Schallert.
Die Serie war, wie viele andere ihrer Zeit, so gut wie nie mit Minderheiten besetzt. Beispielsweise gab es nur eine einzige afroamerikanische Person mit einer Sprechrolle in der gesamten Serie: Kim Hamilton als Dienstmädchen ohne Rollennamen in der Folge The Parking Attendants von 1963.

## Auszeichnungen
- 1958: Emmy-Nominierung (Best New Program Series of the Year)
- 1958: Emmy-Nominierung für Joe Connelly und Bob Mosher (Best Teleplay Writing)

## Rezeption

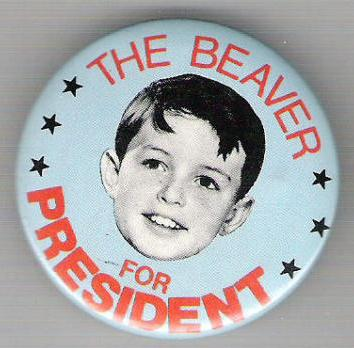
Pinback der Hauptfigur Beaver, um 1960. Um die Serie entstanden viele Merchandising-Produkte, darunter Comics, Spiele und sogar mehrere Kinderbücher, von denen drei von der renommierten Jugendbuchautorin Beverly Cleary verfasst wurden.

Während ihrer Laufzeit gewann die Serie keine Auszeichnungen und war trotz insgesamt solider Quoten nie unter den meistgeschauten 30 Sendungen der USA, aber durch viele Fernsehwiederholungen in den folgenden Jahrzehnten genießt sie in den USA heute große Popularität und ist Bestandteil der Popkultur.
Das idyllische, oft auch idealisierte Vorstadtleben in Leave It to Beaver spiegelt den Geist der amerikanischen Nachkriegszeit wider, die von einem starken Wirtschaftswachstum, dem Entstehen der Vorstädte und einer traditionellen Rollenverteilung in der Familie geprägt war. Bis heute gilt die Serie als Sinnbild eines traditionellen American Way of Life. Ein Artikel der New York Times von 2016 schrieb, dass sich viele Trump-Wähler eine homogene Gesellschaft wie bei Leave It to Beaver zurückwünschen. Viele Baby-Boomer sehen in der Serie eine idealisierte Version ihrer Kindheit. Familie Cleaver könne als die exemplarische amerikanische Vorstadtfamilie der 1950er- und 1960er-Jahre gelten, schrieb etwa Kate Bornstein 2013, die sich wie viele weitere Kultur- und Sozialwissenschaftler mit der Serie auseinandersetzte. Die Serie wird heutzutage für ihre harmlose Art und ihre konservativen Elemente mitunter etwas verspottet, aber auch für ihren warmen Humor, eine klare und fokussierte Erzählweise sowie die Beschäftigung mit sozialen und lebensnahen Themen von vielen Amerikanern geliebt.
Das Time-Magazine wählte Leave It to Beaver 2007 unter die bis dato 100 besten englischsprachigen Fernsehserien. Der Begleittext von Time drückt zunächst Verwunderung aus, dass „dieser zuckersüße Kieferbrecher voller 50er-Naivität“ in die Liste aufgenommen worden sei: „Doch beim erneuten Anschauen zeigt sich die Serie, etwa im Gegensatz zu The Adventures of Ozzie & Harriet, als immer noch frisch. Jerry Mathers erscheint wie ein richtiges Kind, vorsichtig, nicht zu klug und erhitzt durch die für Jungen typische Mischung aus Neugierde und Furcht. Und in einer unterschätzten Darstellung als Beavers Vater Ward – June hat immer die ganze Liebe abbekommen – brachte Hugh Beaumont die richtige Menge an Fehlbarkeit und wehmütiger Nostalgie in die typische Rolle des allwissenden Vaters.“

## Fortsetzungen und Neuverfilmung
Da die Popularität der Serie anhielt, entstand 1983 ein Fernsehfilm namens Still the Beaver. Dieser zeigt das Leben der beiden mittlerweile erwachsenen Söhne, die nun selbst Kinder haben, und der inzwischen verwitweten June (Ward Cleavers Darsteller Hugh Beaumont war 1982 verstorben, weshalb man die Figur gleichfalls sterben ließ).
Anschließend entstand zwischen 1983 und 1989 in vier Staffeln die Serie Mein lieber Biber (The New Leave It to Beaver, auch Still The Beaver genannt) mit 101 Folgen. Jerry Mathers, Barbara Billingsley, Tony Dow, Ken Osmond und Frank Bank aus der Originalserie wirkten in ihren jeweiligen Rollen an der Serie mit. Die Nachfolgeserie gilt als eines der ersten Serien-Revivals der Fernsehgeschichte und erreichte solide Einschaltquoten, wenngleich nicht den ikonischen Status der Originalserie. In Deutschland wurde die Sitcom in den 1990er-Jahren bei ProSieben, Kabel 1 und Super RTL ausgestrahlt.
1997 erschien der Kinofilm Beaver ist los! (Originaltitel Leave It to Beaver) in den Kinos, in den Hauptrollen mit Cameron Finley als Beaver, Christopher McDonald als Ward Cleaver, Janine Turner als June Cleaver und Erik von Detten als Wally Cleaver besetzt. Zudem übernahmen Barbara Billingsley, Ken Osmond und Frank Bank Cameo-Auftritte. Der Film war sowohl bei Kritikern als auch beim Publikum weitgehend erfolglos.